# Иван Царевич и Серый Волк 5
«Иван Царевич и Серый Волк 5» — российский приключенческий анимационный фильм студии «Мельница» и кинокомпании «СТВ». Пятый фильм франшизы «Иван Царевич и Серый Волк».
Мультфильм вышел в российский прокат 29 декабря 2022 года. А показ мультфильма состоялся 24 декабря 2022 года в Москве в кинотеатре «Каро 11 Октябрь».
Фильм, в отличие от предшественника, получил более неоднозначный приём зрителей, которые раскритиковали сюжет и сценарий. На момент 19 января 2023 года «Иван Царевич и Серый Волк 5» заработал почти 500 миллионов рублей.

## Сюжет
Иван приводит Василису в Тридесятое царство, где она не видит ничего интересного. Вскоре Василиса вспоминает про «Туда-не знаю-куда», и Иван рассказывает ей про «Там-не знаю-когда». Они вместе входят в небольшой кинотеатр. Их спрашивают, что они хотят вспомнить. Василиса хочет вспомнить, как она познакомилась с Иваном. Им показывают фрагменты из первой части франшизы. Потом Василиса хочет посмотреть их с Иваном свадьбу. И когда дело доходит до фотографии, на плечо Ивана садится бабочка. Василиса прогоняет её, и начинается нечто, напоминающее взрыв…
Возвращение на 8 лет назад (действие фильма происходит спустя 2 года после четвёртой части, а она же происходит спустя 3 года после третьей части). Василиса подозрительно смотрит на Ивана, не помня его, а также назвав его хулиганом. Испуганная, она уходит домой. Спустя некоторое время Иван собирается возвращаться в Тридевятое Царство, и возле забора с дыркой он встречается с Волком, который, как оказалось, тоже не помнит его. Но Иван на этом не останавливается, и в итоге Волк вспомнил его.
Они вместе отправляются к Коту, и тот объясняет им, что это (то есть то, что случилось с Иваном) называется «Эффект бабочки». Если бабочку прогнать, то мир уже не будет прежним. На следующий день Волк видит, что кто-то едет к ним, и узнаёт, что это жених для Василисы.
Иван с Волком придумывают план, как вернуть будущее, и доказать Василисе, что её муж — Иван. У них появляется идея. Они бегут к Коту и забирают у него два волшебных зерна. Первое Волк бросает в реку, загадывая трёхпалубный корабль с командой. Они приглашают на него Василису с помощью официанта, и та соглашается, попросив тётю Дуню заменить её. Следующая часть плана — столкнуться с так называемым айсбергом и спасти Василису. Волк объясняет Ивану, как это сделать. Однако этот айсберг делают не вовремя, и поэтому теперь к плану надо переходить раньше. Но всё получается наоборот: спасает не Иван Василису, а Василиса Ивана.
Далее они оказываются на необитаемом острове. Проходит 3 дня. Царь и Кайзер (отец жениха для Василисы, Порфирия) не знают, что случилось с Василисой. Она признаётся, что плыла на корабле, он утонул, а её спас Иван. Царь с Кайзером стали думать, что Иван плохой. Василиса поссорилась с Иваном из-за того, что она соврала царю, что её спас Иван, хотя она спасла его. Поссорилась она так сильно, что началось землетрясение, и она с Иваном и Волком провалилась под землю.
Под землёй они встречаются с Аидом и Хароном. Те обвиняют их в том, что они разрушили крышу подземелья. Волк вспоминает про второе зерно и заказывает у него пять кубов древесины. Они с Иваном строят новую крышу, и после этого Василиса хочет посмотреть на нити судьбы. Но в итоге, всё возвращается на круги своя, и Василиса с Волком опять забывают Ивана. И тут под землёй появляется царь, пришедший забрать Василису и Волка. Позже он решает забрать и Ивана.
Вернувшись в Тридевятое, над Иваном устраивают суд, в ходе которого Иван оказался виновным, но тут ситуацию спасает пришедший Аид и говорит, что Иван, может, и не плохой. Он зовёт Фемиду. Она спасает Ивана, измерив весами и сказав, что он невиновен. В итоге, Аид и Фемида возвращаются назад, Кайзер и Порфирий уезжают домой, а Василиса, Волк, Царь и Кот вспоминают Ивана и делают фото на память. На плечо Ивана снова садится бабочка, её предлагают убрать, но Иван просит так не делать.
Мультфильм заканчивается тем, что Волк говорит своим подписчикам финальные слова, в том числе и «Подписывайтесь на мой канал».

## Роли озвучивали
| Актёр                 | Роль                                                   |
| --------------------- | ------------------------------------------------------ |
| Никита Ефремов        | Иван Царевич                                           |
| Александр Боярский    | Серый Волк / мужчина с фотоаппаратом в суде / старшина |
| Татьяна Бунина        | Василиса                                               |
| Михаил Боярский       | Кот учёный                                             |
| Максим Сергеев        | Царь / присяжные в суде                                |
| Сергей Воробьёв       | Кайзер                                                 |
| Мария Цветкова        | тётя Дуня / Фемида                                     |
| Константин Феоктистов | Порфирий                                               |
| Олег Куликович        | Дуб / Харон                                            |
| Валентин Морозов      | Аид                                                    |

## Производство
Информация о выходе проекта «Иван Царевич и Серый Волк 5» на большие экраны появилась в СМИ весной 2022 года. На тот момент кинокомпанией «СТВ» не была озвучена конкретная дата выхода, только месяц — декабрь 2022 года. Осенью на Санкт-Петербургском Международном Контент Форуме кинопрокатная компания «Вольга» подтвердила эту информацию. Была объявлена дата выхода мультфильма — 29 декабря. Известно, что ранее прокатчиком фильма был SPPR.

## Маркетинг
Официальный тизер-трейлер фильма был опубликован в сети в конце октября 2022 года. Официальный трейлер фильма появился в интернете в начале декабря.